# Ricardo Villanueva
Ricardo Villanueva Lomelí (Guadalajara, Jalisco 9 de agosto de 1978) es un académico mexicano, abogado y maestro en Derecho por la Universidad de Guadalajara. Es maestro y doctor en Tecnología Educativa por la Universidad de Salamanca, España. También realizó un posdoctorado con la investigación “La Universidad ante el reto de la formación de las nuevas generaciones” en la Universidad de Nuevo México, Estados Unidos.
Actualmente, es Subsecretario de Educación Superior en la Secretaría de Educación Pública de México, incorporándose a partir del 01 de abril al gobierno a cargo de la primera presidenta de este país, Claudia Sheimbaum Pardo. 
Es ex Rector General de la Universidad de Guadalajara, cargo para el que fue electo en 2019 y presidente del Centro Cultural Universitario (CCU). Durante su gestión, la UdeG abrió 51,748 nuevos espacios para jóvenes y logró la admisión al 100% de aspirantes en Educación Media Superior, con la apertura de 4 nuevos centros universitarios y 6 preparatorias.
Realizó una Reforma al Sistema de Pensiones garantizando su viabilidad financiera de forma perenne y la Universidad conquistó el Presupuesto Constitucional con el se garantiza su autonomía financiera.
Durante su gestión, la carrera de Medicina se convirtió en la mejor de América Latina y se amplió su matrícula en 3 nuevas sedes, de las cuales 2 son en el interior del estado, además de que se construyó la tercera unidad hospitalaria del Hospital Civil en el oriente de Guadalajara, la zona de mayor rezago en el área metropolitana.
De acuerdo con el Ranking Nacional de Rectores de las Universidades Públicas, fue reconocido como el Rector Mejor Evaluado en México en 2023 y 2025, considerando su trabajo para ampliar la matrícula, mejorar la calidad de la educación impartida en las aulas y la mejora de las instalaciones.

## Datos personales
Nació el 9 de agosto de 1978 en Guadalajara, Jalisco. Es hijo de Arturo Villanueva Varela y Carmen Lomelí Cárdenas. Hermano de Ernesto, David, Karla, Gabriela e Hilda. Esposo de Araceli Alcaraz. Papá de Camila y Renata.
Su primer acercamiento con la Universidad de Guadalajara, fue a través de su padre, a quien le apasionaba la enseñanza y terminó por transmitirle el cariño y amor por la docencia.

## Formación y trayectoria académica
Es abogado y maestro en Derecho por la Universidad de Guadalajara. Es Doctor en Tecnología Educativa por la Universidad de Salamanca, España. Realizó un posdoctorado con la investigación “La Universidad ante el reto de la formación de las nuevas generaciones” en el Training Program on Applied Research for Public Organizations Non-Profit, and Education Sectors en la Universidad de Nuevo México, en la ciudad de Alburquerque, Estados Unidos.
Por más de 20 años y de manera ininterrumpida ha sido profesor universitario en licenciatura y posgrado en la Universidad de Guadalajara, donde actualmente es profesor-investigador titular C, con perfil PRODEP. Durante su carrera académica ha participado en más de una veintena de libros, ha presentado treinta y ocho publicaciones y ha sido responsable de diversos proyectos de investigación.

## Inicios en la política estudiantil
En 1995 fue elegido Consejero de Escuela y Vicepresidente de la Sociedad de Alumnos en la Preparatoria 7 de la Universidad de Guadalajara. En 1999 fue Consejero General Universitario por la División de Estudios Jurídicos y representante general del alumnado del CUCSH en el año 2000.
Fue elegido presidente de la Federación de Estudiantes Universitarios (FEU) en 2001, convirtiéndose en el mejor evaluado en la historia de la organización, según el diario local Mural (perteneciente a Grupo Reforma). Como presidente de la FEU, impulsó la mejora del transporte público; además reformó el reglamento electoral de su organización para tener procesos austeros, transparentes y equitativos y organizó el Congreso Latinoamericano de Estudiantes por primera vez en México. 
Con la finalidad de hacer la cultura accesible para todas y todos en lugar de que sea para unos cuantos privilegiados, impulsó el proyecto de Cultura Libre que consistía en organizar conciertos masivos y gratuitos, en donde los jóvenes se apropian del espacio público y escuchaban a las bandas más populares del país de diferentes géneros.

## Función pública
En el año 2009 es nombrado Jefe de la Oficina de la Presidencia del Ayuntamiento de Guadalajara, desde donde impulsó políticas públicas enfocadas a la recuperación del espacio público mediante estrategias de rescate de espacios urbanos y viales impactando positivamente en la movilidad, la recreación, el uso de la ciudad y la calidad de vida de los tapatíos.   
En 2012 coordinó la campaña de quien llegó a ser Gobernador de Jalisco, Aristóteles Sandoval, y estuvo a cargo del equipo de transición del gobierno electo. En marzo de 2013 fue nombrado Secretario de Planeación, Administración y Finanzas del Gobierno del Estado, en donde comenzó su encargo con una reingeniería administrativa al poder ejecutivo y el impulso de un plan de austeridad que detuvo los gastos y los excesos en el presupuesto.  Se distinguió por el orden y la responsabilidad con que asumió la gestión de las finanzas estatales, al renegociar la deuda que tenía el estado y en menos de dos años logró elevar la calificación crediticia en las finanzas del estado, subiendo 14 niveles, de acuerdo con las calificadoras internacionales Fitch, HR Ratings y Moody’s Investors Service.
En 2013 el Instituto Mexicano para la Competitividad (IMCO), otorgó un reconocimiento al Gobierno de Jalisco por la transparencia en la información de las finanzas públicas estatales. Logró para el Gobierno de Jalisco el primer lugar nacional en transparencia, de acuerdo con el IMCO.
Realizó la gestión más grande de recursos en la historia de Jalisco para un proyecto: más de 17 mil millones de pesos para la línea 3 del Tren Eléctrico, que se construyó sin endeudamiento y con presupuesto exclusivamente federal, sin necesidad de que el gobierno estatal pusiera un solo peso.
Marcó las prioridades presupuestales con un ejercicio de recursos orientado a indicadores de Bienestar Subjetivo o Felicidad (BSF) impulsando acciones vinculadas al uso de energías limpias y la movilidad no motorizada, implementó un exitoso programa de movilidad sustentable con bicicleta pública “Mi bici”, un programa que fue adoptado por las siguientes administraciones y que, a la fecha, sigue creciendo por toda el área metropolitana de Guadalajara, registrando a la fecha 158 mil usuarios y más de 27 millones de viajes realizados, con corte de diciembre 2024. Además creó un esquema de subsidio del transporte público gratuito para todos los estudiantes del estado de Jalisco mediante el programa “Bienevales”. De igual manera, se creó el Programa “Mochilas con los Útiles”, con el que se entregaron mochilas y útiles escolares gratuitos a todos los niños de educación básica.
En los cargos públicos que ha desempeñado, su cariño y preocupación por la Universidad de Guadalajara ha sido evidente. Al frente de la Secretaría de Planeación, Administración y Finanzas logró comprometer al Gobierno del Estado a aumentar la cantidad de recursos destinados a esta institución, para equilibrar las aportaciones que recibe de los gobiernos federal y estatal, asegurando una concurrencia correspondiente al 52% recursos federales y 48% recursos estatales.
Posteriormente fue postulado como candidato a la presidencia municipal de Guadalajara por la coalición PRI-Partido Verde Ecologista de México (PVEM). Fue elegido regidor del Ayuntamiento de Guadalajara para el periodo 2015-2017. Se distinguió por trabajar a favor del crecimiento ordenado de la ciudad, impulsó un modelo de desarrollo orientado al transporte y propuso estrategias de redensificación y desdoblamiento de vivienda para regresar a Guadalajara un desarrollo urbano armónico y equilibrado.

## Vida universitaria
En 2007 fue Coordinador General de Patrimonio, para luego pasar a ser Coordinador General de Servicios Universitarios hasta el 2009.

## Rector CUTonalá
Para el año 2016, regresa a la Universidad de Guadalajara como Rector del Centro Universitario de Tonalá, un campus multitemático de la Red Universitaria de la Universidad de Guadalajara. El Centro más joven de la Red Universitaria en ese momento, caracterizado por contar con una oferta innovadora y con planes educativos únicos en el país, en la titularidad del Centro Universitario creció su matrícula en 34% y el desarrollo en infraestructura fue significativo, gestionando por ejemplo, la construcción del Centro Regional para la Calidad Empresarial y la Cineteca CUT, un espacio con programación vinculada a los programas académicos del Centro y como parte de la formación integral de los estudiantes.
Durante su administración de 2016 a 2019 en el Centro Universitario de Tonalá construyó un huerto solar de más de 4 mil metros cuadrados, una estación para carga de autos eléctricos y un quiosco fotovoltaico para dispositivos electrónicos, además de una red de captación de agua de lluvia, convirtiéndose en un centro educativo pionero en el uso de las energías limpias y el manejo de agua.   
El Centro Universitario de Tonalá obtuvo la certificación como “Líder Ambiental” por parte de la Secretaría de Medio Ambiente y Desarrollo Territorial del Estado de Jalisco. En su gestión hizo destacar al Centro Universitario por su vocacionamiento sustentable y su compromiso con la formación de jóvenes con alto sentido de responsabilidad ambiental.
Al frente del CUTonalá comenzó una gestión histórica para la población del oriente de la ciudad, consiguió los recursos económicos para el proyecto ejecutivo de un Hospital Civil en un predio que dona la Universidad de Guadalajara para este fin. Al día de hoy el Hospital Civil de Oriente brinda servicios médicos en la zona de mayor rezago del área metropolitana de Guadalajara.
En el ámbito académico el Dr. Villanueva Lomelí crea la licenciatura en Ciencias Forenses, para contribuir de manera directa en la correcta procuración, administración e impartición de la justicia con profesionales y científicos del ámbito forense.

## Rector general de la Universidad de Guadalajara

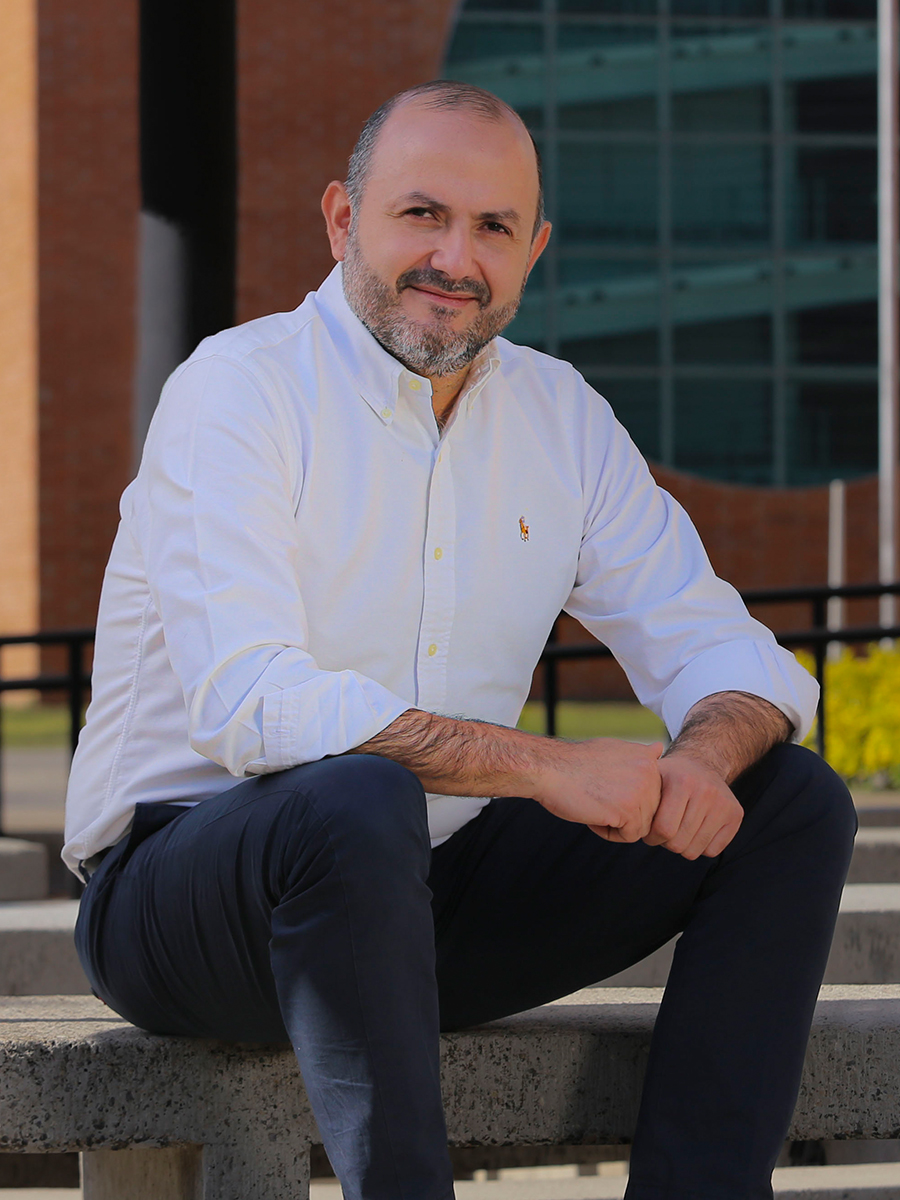
Dr. Ricardo Villanueva Lomelí. Rector general de la Universidad de Guadalajara 2019-2025.

A partir del 1 de abril de 2019 y hasta el 31 de marzo de 2025,  el Doctor Ricardo Villanueva Lomelí se desempeñó como Rector General de la Universidad de Guadalajara, elegido por su Consejo General Universitario para el periodo 2019 - 2025.
Durante su gestión al frente de la UdeG, creció su matrícula en 51,748 espacios. En lo que corresponde al Nivel Medio Superior, la Universidad de Guadalajara desde hace 3 años logró convertirse en la única en el país en aceptar al 100% de los aspirantes a un lugar para estudiar.
En un acto sin precedentes, reconoció el grave problema de acoso que se presentaba al interior de la institución y de manera pública ofrece disculpas a todas las mujeres; alumnas, profesoras y directivas que de manera sistemática vivieron acoso y hostigamiento en la Universidad y no fueron escuchadas en su momento, ni atendidas en sus justos reclamos y denuncias. Es a partir de tal disculpa que impulsa decididamente políticas contundentes de cero tolerancia a cualquier tipo de violencia y en especial a la de género. Día a día se ocupa de que cada espacio sea libre de violencia para los miles de mujeres que transitan por sus aulas.
Además, en lo referente a la equidad de género modificó la emisión de los títulos universitarios, ahora son con perspectiva de género. También dictaminó un tabulador salarial con perspectiva de género y hoy los puestos laborales se nombran con diferenciación genérica. Creó una Red de Primeros Contactos en todos los planteles que tienen la función de ser agentes de atención primaria para cualquier situación de acoso u hostigamiento que puedan sufrir los y las universitarias. Se aprobó todo un marco normativo alineando el reglamento de responsabilidades a un código de ética y conducta y se diseñó el Protocolo de Acoso y Hostigamiento de la Universidad de Guadalajara. En materia de prevención de estas conductas, se incorporó la unidad de aprendizaje “Sexualidad y género”, que actualmente cursan 67,692 jóvenes por año.
Fue el primer Rector General en marchar en las calles junto a la comunidad de la diversidad sexual como un vehemente defensor de las libertades.
En lo referente al crecimiento de la inversión en infraestructura y equipamiento educativo, implementó un programa para la mejora de aulas, laboratorios, espacios de convivencia y equipamiento en toda la red universitaria. Durante su gestión se equiparon y dignificaron el 100% de las 4,300 aulas que tiene la Universidad. Además, realizó consultas para conocer las necesidades de las y los estudiantes y, a partir de ello, aplicar una inversión priorizada tomando en cuenta las preferencias de la comunidad estudiantil.
Durante la pandemia por SARS-COV2 encabezó la Mesa de Situación en Salud y puso los espacios y las capacidades universitarias al servicio de los jaliscienses, convirtiendo la red universitaria en una red de laboratorios de detección Covid-19 y posteriormente en una red de centros de vacunación, junto con el Gobierno del Estado implementó un plan de acción y contención para hacer frente a la pandemia. Con este plan, la Universidad realizó 350,000 pruebas PCR para cortar las cadenas de contagio y se aplicaron más de 2 millones de vacunas. Jalisco fue reconocido como el estado que mejor enfrentó la pandemia en México.
Impulsó una transformación en la red universitaria para convertir todos los campus en multitemáticos y, de esta manera, poder acercar ofertas educativas específicas a jóvenes en toda el área metropolitana y promover la colaboración transdisciplinaria en la Universidad.
Como universitario reconoce el valor de la autonomía de las Instituciones de Educación Superior y ha sido un férreo defensor de la misma, marchando en la calle e impulsando iniciativas como la reforma de la Ley General de Educación Superior del año 2021 que en su artículo segundo amplió el concepto de autonomía universitaria y el 8 de diciembre del 2023 como Rector General acompañó al Gobernador del estado de Jalisco a presentar una iniciativa para que el Congreso local otorgue un presupuesto constitucional que establezca que la Universidad reciba anualmente 5 por ciento del presupuesto total de Jalisco y evitar que la institución esté sujeta a presupuestos cambiantes. Tal iniciativa le dotó a la Universidad autonomía financiera, lo que le permitirá ampliar la cobertura significativamente y asegurarle un espacio educativo a los jóvenes de las próximas generaciones.
Es presidente del Centro Cultural Universitario de la Universidad de Guadalajara, reconocido como uno de los desarrollos culturales más importantes de México y el mayor referente de extensión cultural de las universidades en el país.

## Reconocimientos y condecoraciones
La Universidad de Valencia, España y la Universidad Enrique Díaz De León le otorgaron su máxima condecoración, doctorado honoris causa, en reconocimiento a su labor en la ampliación del acceso a la educación, la promoción del pensamiento crítico y el impulso a la cooperación internacional en el ámbito de la investigación científica.
De acuerdo con el Ranking Nacional de Rectores de las Universidades Públicas, fue reconocido como el Rector Mejor Evaluado en México en 2023 y 2025, considerando su trabajo para ampliar la matrícula, mejorar la calidad de la educación impartida en las aulas y la mejora de las instalaciones.
En junio de 2019, el Congreso del Estado de Jalisco le otorgó el reconocimiento al Mérito Ambiental y en noviembre de 2020, resultó ganador del “Premio Estatal de Innovación, Ciencia y Tecnología, Jalisco 2020” en la categoría de Ciencia y Tecnología contra COVID-19.